# Courcelles-le-Roi
Courcelles-le-Roi é uma comuna francesa na região administrativa do Centro-Vale do Loire, no departamento de Loiret. Estende-se por uma área de 6.3 km². Em 2010 a comuna tinha 312 habitantes (densidade: 49,5 hab./km²).